# Хендерсон (Минесота)
Хендерсон (енгл. Henderson) град је у америчкој савезној држави Минесота.

## Демографија
По попису из 2010. године број становника је 886, што је 24 (-2,6%) становника мање него 2000. године.
| Група             | 2000.       | 2010.       |
| Белци             | 853 (93,7%) | 854 (96,4%) |
| Афроамериканци    | 0 (0,0%)    | 0 (0,0%)    |
| Азијати           | 3 (0,3%)    | 2 (0,2%)    |
| Хиспаноамериканци | 46 (5,1%)   | 22 (2,5%)   |
| Укупно            | 910         | 886         |